# Scambus nigrifrons
Scambus nigrifrons là một loài tò vò trong họ Ichneumonidae.